# Siracusa Moscato Spumante
Il  Siracusa Moscato Spumante è un vino a DOC che può essere prodotto nel comune di Siracusa nell'omonima provincia.

## Vitigni con cui è consentito produrlo
- Moscato bianco per almeno l'85%
- altri vitigni a bacca bianca, idonei alla coltivazione nella Regione Siciliana per un massimo del 15%

## Caratteristiche organolettiche
- spuma: fine e persistente;
- colore: dal giallo paglierino al giallo dorato tenue;
- odore: delicato, caratteristico;
- sapore: caratteristico, da secco a dolce;

## Produzione
Provincia, stagione, volume in ettolitri